# Ulmen

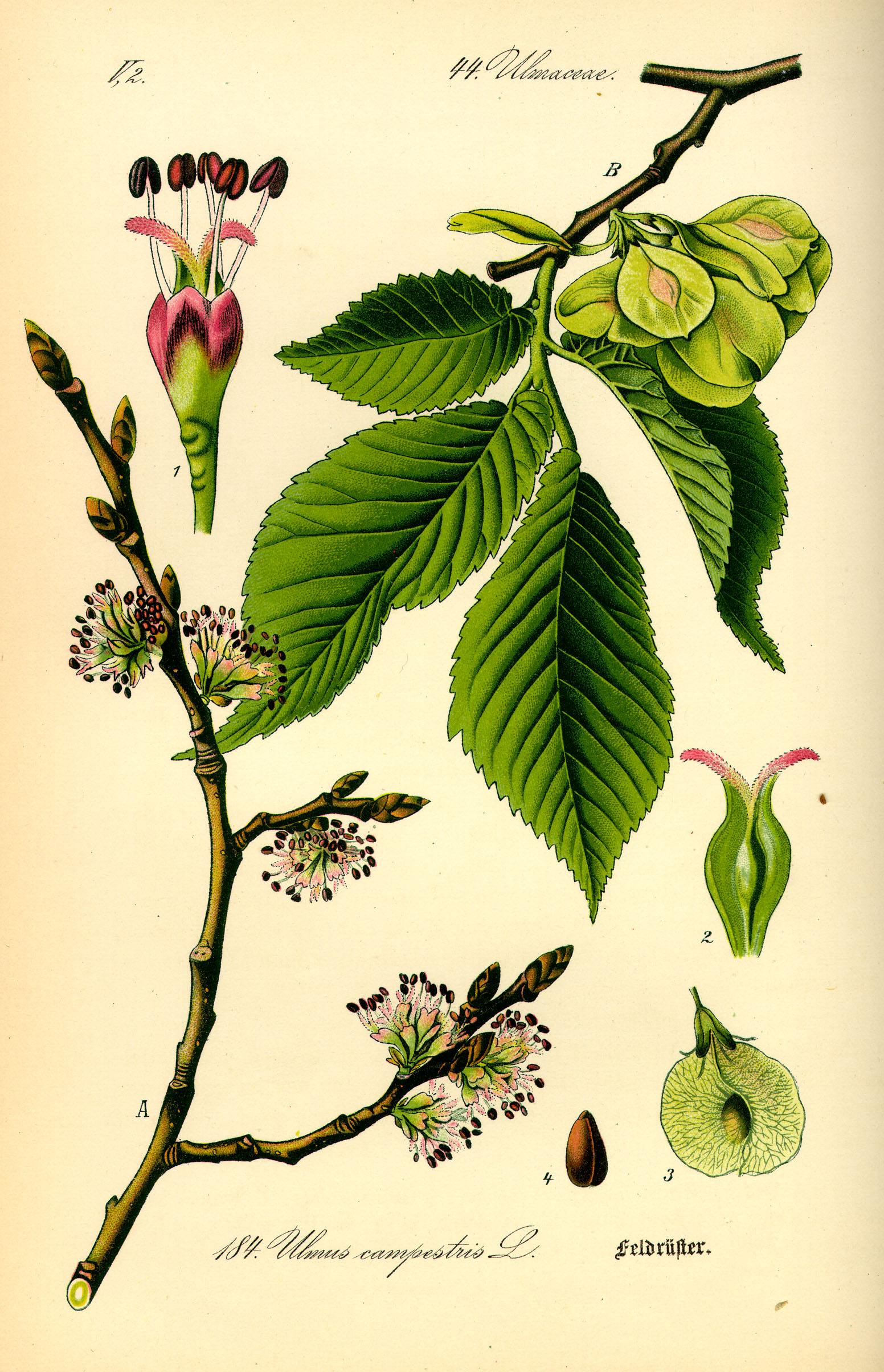
Illustration von Ulmus minor

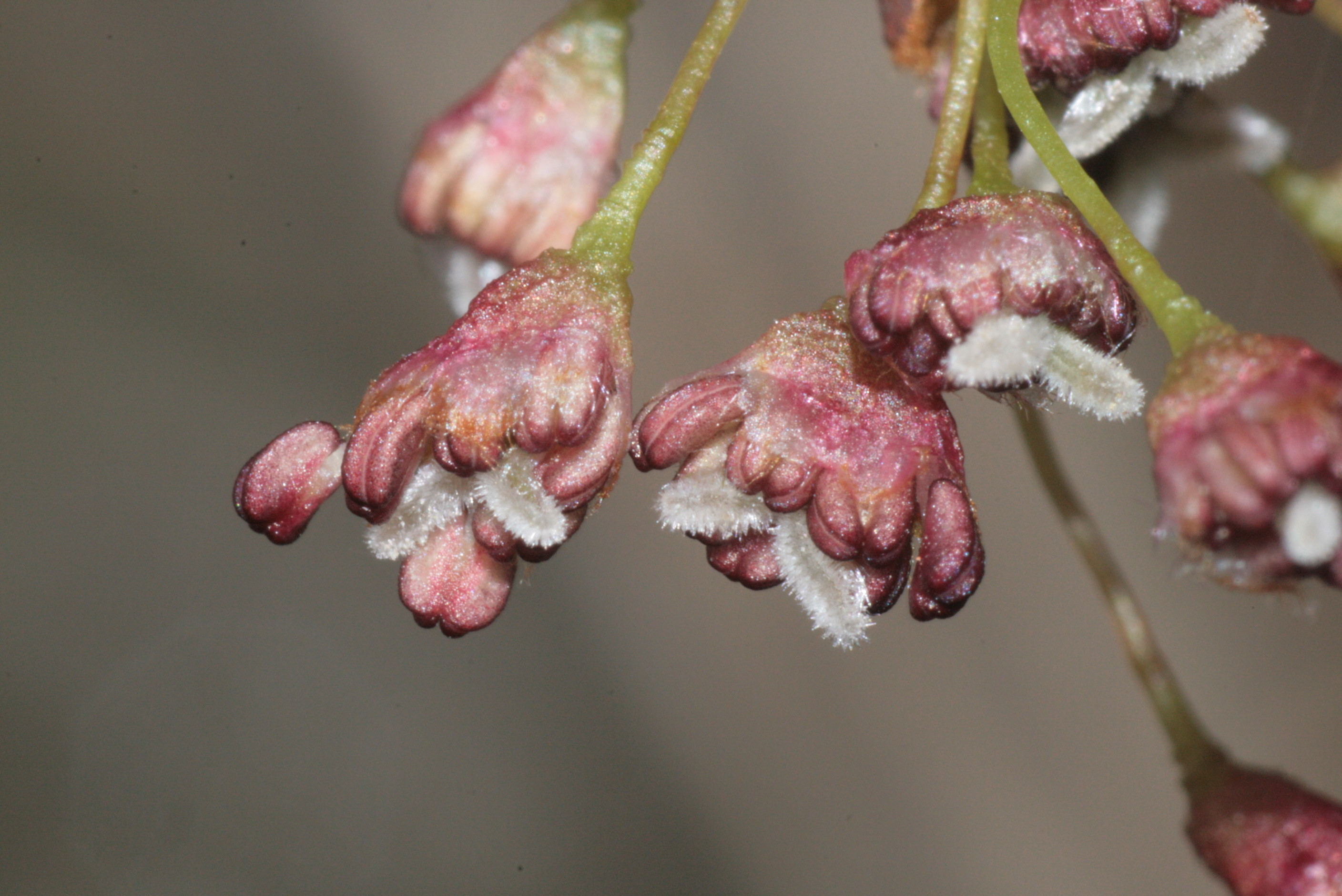
Blüten von Ulmus laevis

Die Ulmen (Ulmus), auch Rüster, Rusten oder Effe genannt, bilden eine Pflanzengattung in der Familie der Ulmengewächse (Ulmaceae). In Mitteleuropa finden sich die drei Arten Flatterulme, Feldulme und Bergulme.

## Beschreibung

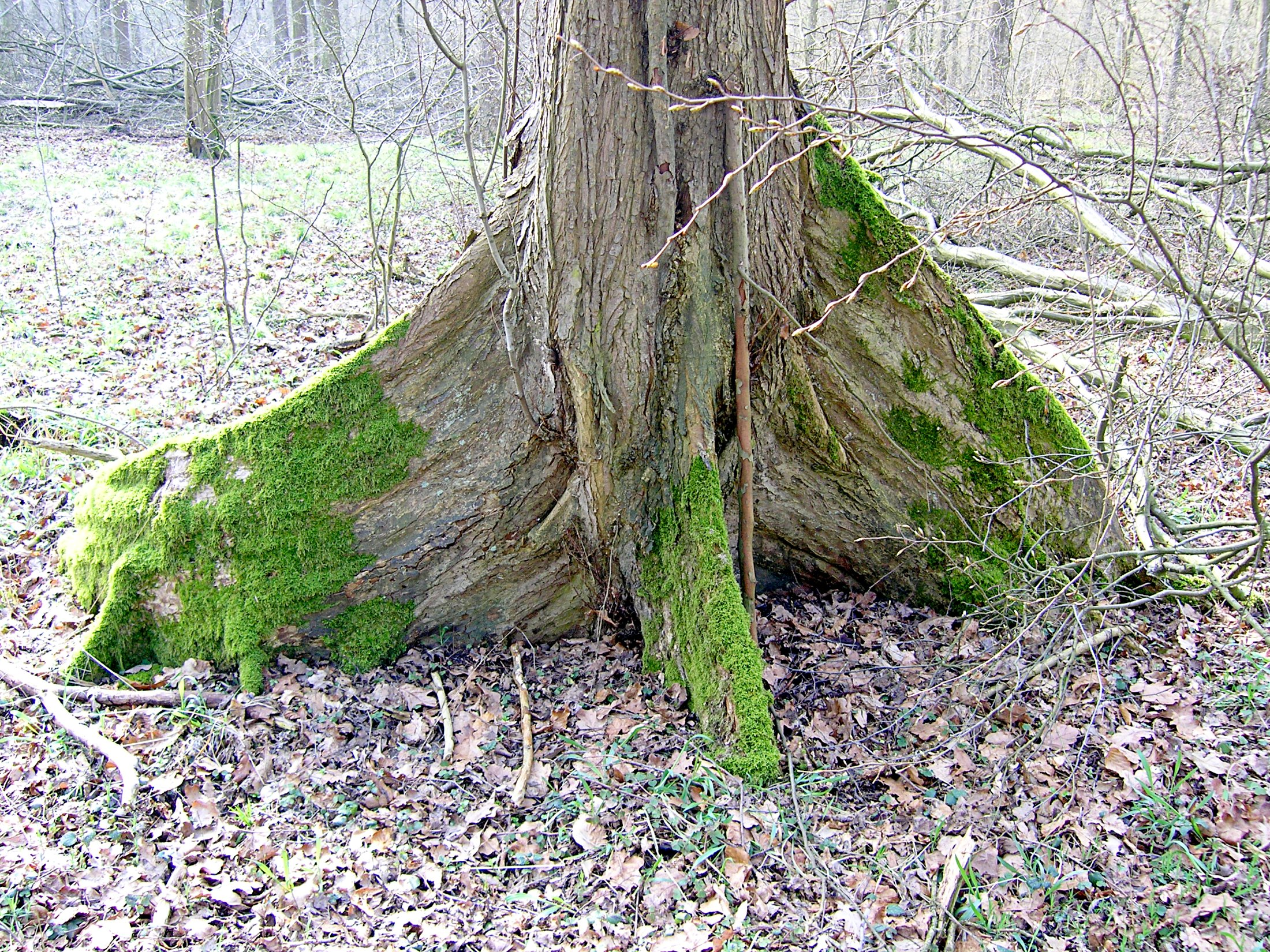
Die Flatterulme (Ulmus laevis) ist die einzige Baumart Mitteleuropas, die Brettwurzeln ausbilden kann.

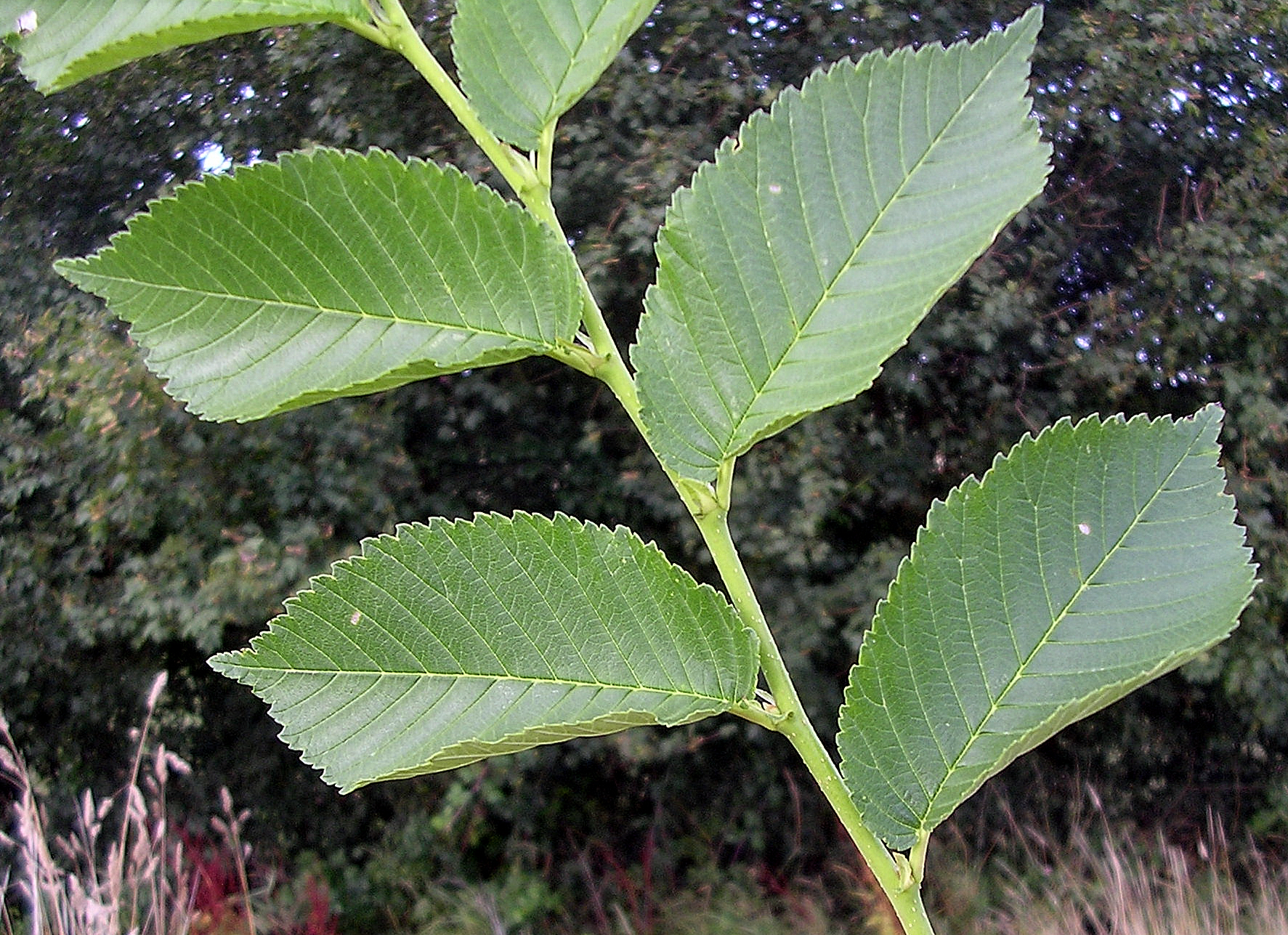
Wechselständig und zweizeilig angeordnete Ulmenblätter

### Erscheinungsbild
Die Ulmen-Arten sind sommergrüne oder laubabwerfende Bäume oder Sträucher, die Wuchshöhen von bis zu 35 Metern erreichen. An einigen Zweigen findet man die botanisch eher seltene Korkflügel-Rinde, die auch beim Pfaffenhütchen (Euonymus) vorkommt. Sie sind nie mit Stacheln oder Dornen bewehrt. Die Knospen können behaart sein.

### Wurzel
Ulmen-Arten haben in der Jugend ein Pfahlwurzelsystem. Im Alter bildet sich ein Senkerwurzelsystem mit einer Tendenz zur Herzwurzel (viele Senker aus flach bis schräg streichenden Hauptwurzeln) aus. Selbst auf temporären Nassböden bilden Ulmen ein tiefes Wurzelgeflecht, dieses ist daher außerordentlich stabil.

### Blätter
Die wechselständig und zweizeilig am Zweig angeordneten Laubblätter sind in Blattstiel und -spreite gegliedert. Die einfachen, am Grund oft asymmetrischen, meist spitzen bis zugespitzten Blattspreiten sind verkehrt-eiförmig bis eiförmig oder elliptisch bis rundlich mit einfach oder doppelt gesägtem Blattrand. Sie sind fiedernervig und jeder Seitennerv endet in einem „Blattzahn“. Sie sind manchmal dreispitzig und werden daher oft mit der Hasel verwechselt. Alle drei mitteleuropäischen Ulmenarten sind unschwer an ihren Blättern erkennbar, deren eine Hälfte immer größer und ungleich am Grunde des Blattstieles angesetzt ist. Es sind zwei häutige Nebenblätter vorhanden; sie fallen relativ früh ab und hinterlassen auf beiden Seiten der Blattbasis eine kurze Narbe.

### Blütenstände und Blüten
Die meist im Frühling (bei sommergrünen Arten vor den Blättern) erscheinenden Blüten sind mit zwei häutigen Tragblättern in kleinen, bündeligen, traubigen oder zymösen Blütenständen angeordnet und oft bereits im Vorsommer fertig ausgebildet. Der kurze Blütenstiel ist meist behaart (lang gestielt bei der Flatterulme).
Die meist zwittrigen Blüten besitzen ein einfaches Perianth. Die vier bis neun Blütenhüllblätter sind unscheinbar gefärbt und glockig verwachsen. Es sind gleich viele Staubblätter wie Blütenhüllblätter vorhanden. Die Staubfäden sind flach. Der meist sehr kurze Griffel des oberständigen Fruchtknotens endet in einer zweiästigen, behaarten Narbe.

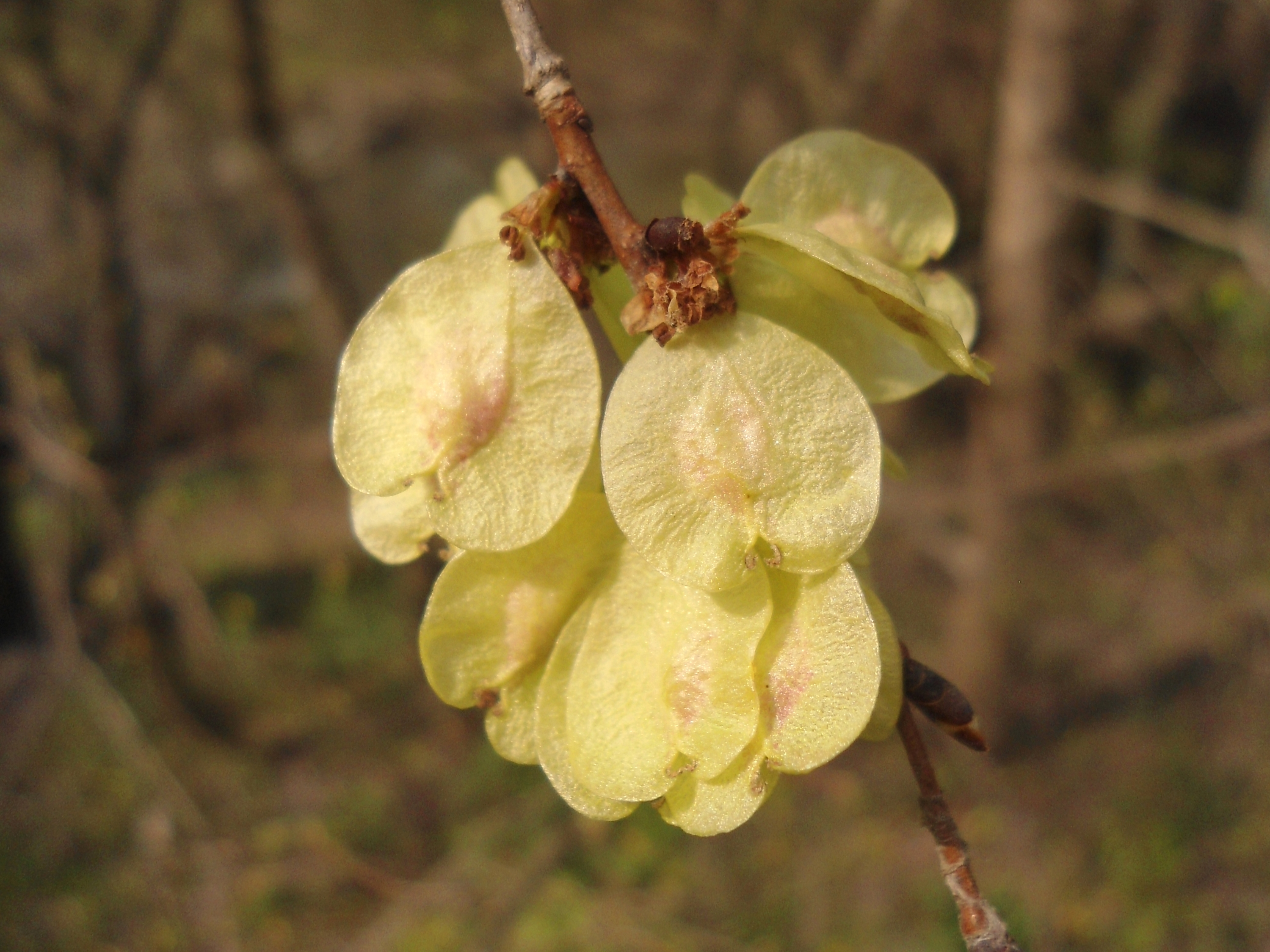
Früchte von Ulmus minor

### Früchte und Samen
Es wird eine flache Nussfrucht mit beständigem Perianth gebildet, die ringsum einen breit-eiförmigen bis rundlichen, häutigen Flügel besitzt (solche Früchte nennt man Samara) und auf der noch die Narbe erkennbar ist. Es ist kein Endosperm vorhanden.
Die Chromosomengrundzahlen sind meist x = 14.

## Ökologie
Diasporen sind die geflügelten Nussfrüchte, die vom Wind ausgebreitet werden. Die Samen sind nur wenige Tage keimfähig. Gleich nach der Reife gesät, keimen sie nach zwei bis drei Wochen. Die Keimblätter (Kotyledonen) sind flach bis mehr oder weniger konvex.

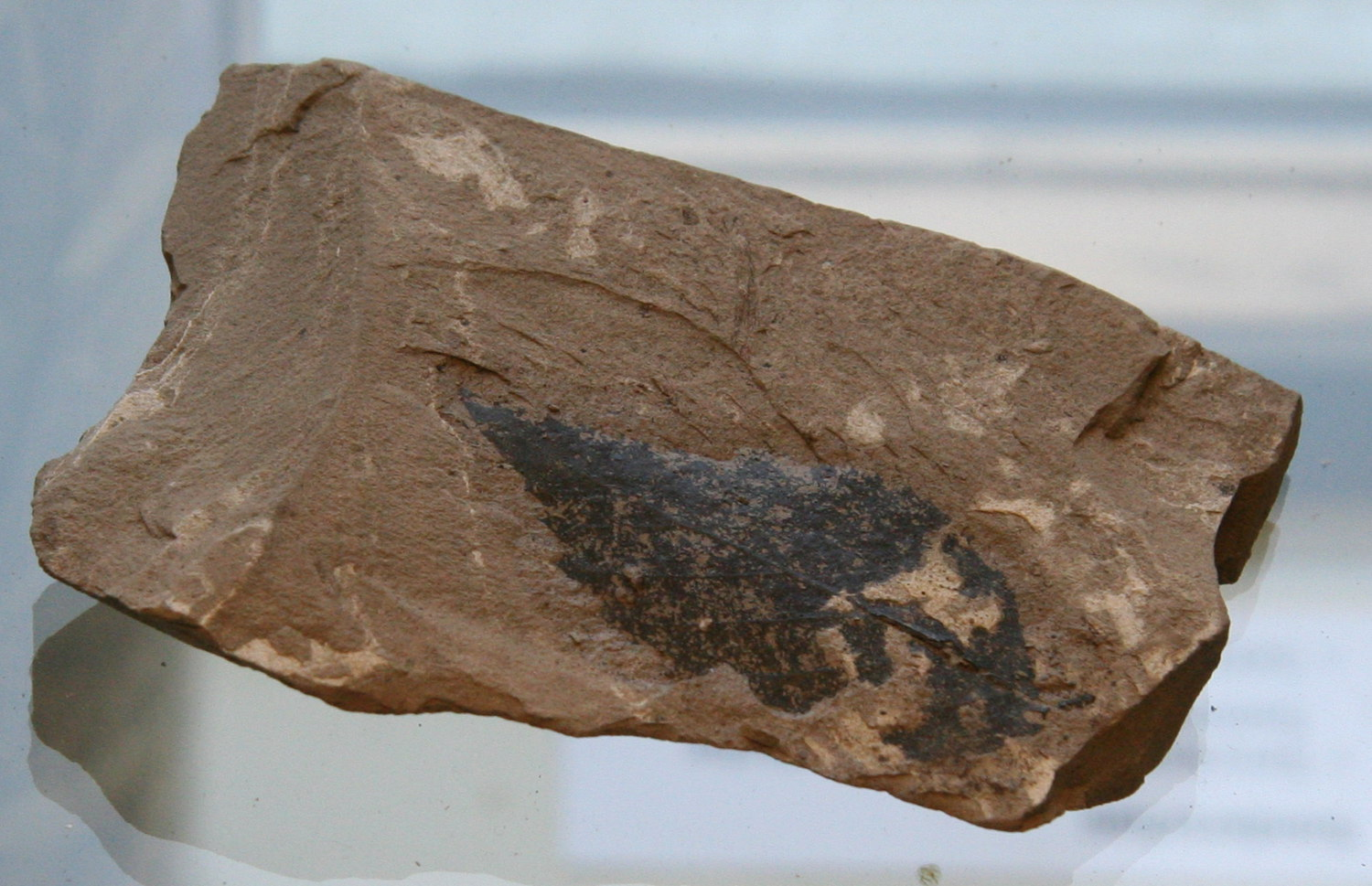
Fossiles Blatt von Ulmus fischeri, einer tertiären Ulmenart

## Verbreitungsgeschichte
Fossil sind Ulmen schon im Tertiär nachgewiesen. Vor 10 Mio. Jahren zeigt ihr vermehrtes Aufkommen, etwa in Sedimenten der Niederrheinischen Bucht, eine langsame Abkühlung des bis dahin im Rheinland subtropischen Klimas an. Ein Rückgang der Ulmen lässt sich pollenanalytisch bereits im Atlantikum beobachten, ob er krankheitsbedingt oder anthropogen ist, ist umstritten.

## Gefährdung
Seit 1920 werden einige Ulmen-Arten durch das Ulmensterben dezimiert. Betroffen sind vor allem die Bergulme und Feldulme aufgrund ihrer rauen Borke. Der Ulmensplintkäfer überträgt eine aus Ostasien eingeschleppte Pilzerkrankung: die Pilze wuchern im Splintholz und verstopfen die Wasserleitbahnen im Frühholz. Dadurch wird der Wasserfluss unterbunden, und der Baum stirbt ab. Im Flachland führt dies zu einem Totalausfall, oberhalb von 700 Metern nur phasenweise.

## Nutzung

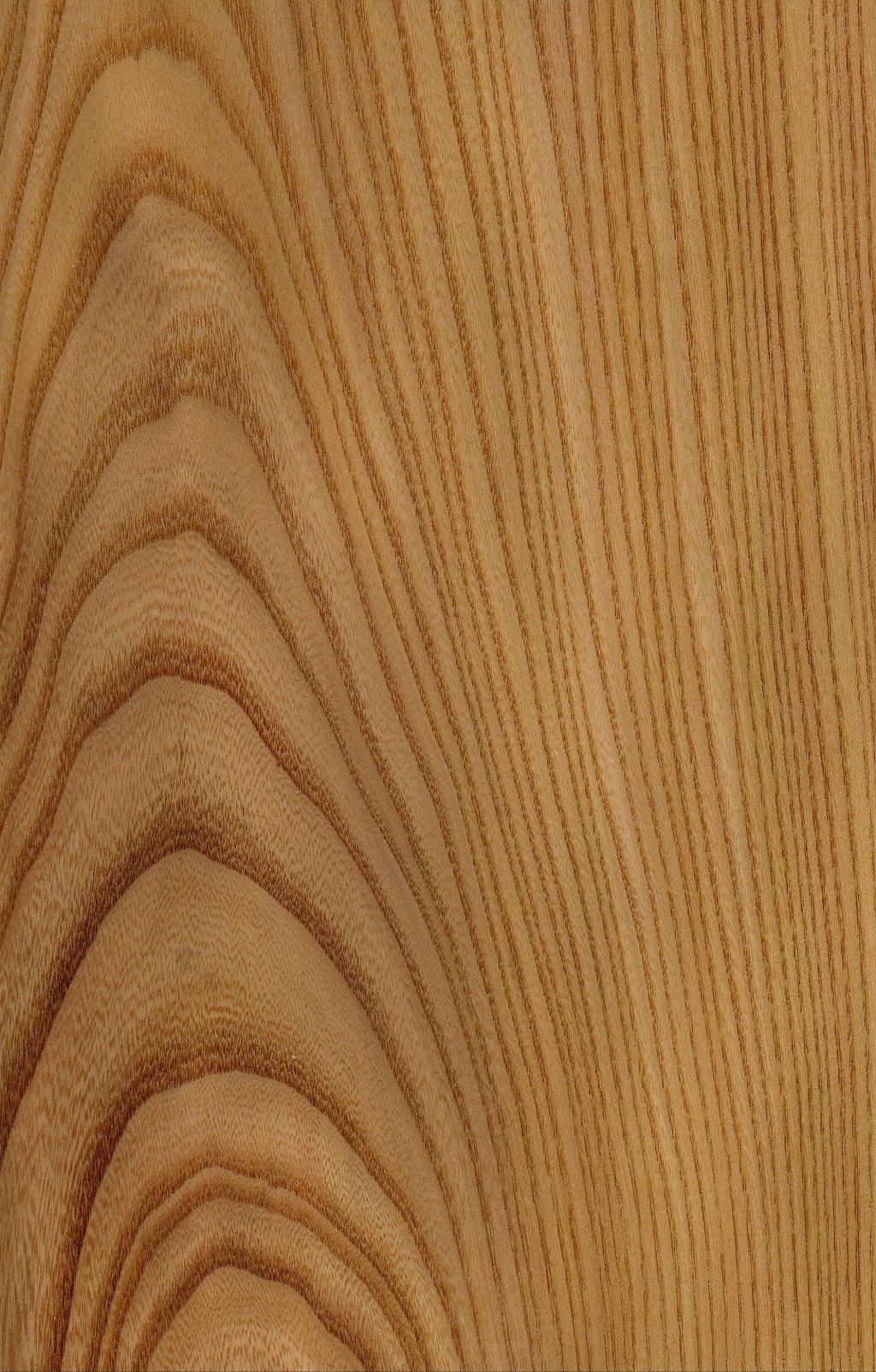
Holz

Viele Arten liefern gutes Holz. Die Früchte vieler Ulmenarten sind außerdem zum Verzehr geeignet. Medizinische Wirkungen wurden untersucht. Einige Arten werden in der chinesischen Medizin eingesetzt.
Junge Ulmenblätter sind essbar, zum Beispiel in Salaten.

### Holz der Ulme
Das Holz der Ulme wird regional auch „Rüster“ genannt. Die Ulme ist ein Kernreifholzbaum. Das ringporige Holz der Bergulme hat drei Zonen, die den Jahresringen folgen: ein gelblich-weißes Splintholz, ein ähnlich helles Reifholz und ein blassbraunes bis rötliches Kernholz. Es ist zäh, mäßig hart, sehr stoß- und druckfest und gut zu bearbeiten, reißt leicht und muss daher sehr vorsichtig getrocknet werden. Das wertvolle Holz wird zu Furnieren, Möbeln, Gewehrschäften, Parkett, Täfelungen und Schreibgeräten verarbeitet. Früher wurden auch Langbögen, Felgen, Räder, Speichen und Wagenkästen aus Rüster gefertigt. Das Schwindmaß des Rüsterholzes gehört zu den geringsten aller Holzarten.

## Systematik und Verbreitung
Der Gattungsname Ulmus wurde 1753 durch Carl von Linné in Species Plantarum, Tomus I, Seite 225 veröffentlicht. Als Lectotypusart wurde 1913 Ulmus campestris L. durch N. L. Britton und A. Brown in Ill. Fl. N.U.S. 2. Auflage, 1 S. 626 festgelegt. Ein Synonym für Ulmus L. ist Chaetoptelea Liebm.
Ulmen-Arten gedeihen vor allem in den gemäßigten Gebieten der Nordhalbkugel: Eurasien und Nordamerika bis nach Mexiko. Alleine in China kommen 21 Arten vor, 14 davon nur dort.
Die Gattung Ulmus wird in zwei Untergattungen mit jeweils einigen Sektionen und insgesamt etwa 40 Arten gegliedert. Hier eine Auswahl:
- Untergattung Oreoptelea Planch.:
  - Sektion Blepharocarpus Dumort.:
    - Amerikanische Ulme oder Weißulme (Ulmus americana L.): Sie ist in Nordamerika weitverbreitet und gedeiht dort in Höhenlagen von 0 und 1400 Metern.[1]
    - Flatterulme (Ulmus laevis Pall.)

  - Sektion Chaetoptelea (Liebm.) C.K.Schneid. (Syn.: Chaetoptelea Liebm.):
    - Ulmus alata Michx.: Sie ist in Höhenlagen von 0 bis 600 Metern in den USA weitverbreitet.[1]
    - Ulmus mexicana (Liebm.) Planch.: Sie ist von Mexiko über Guatemala, El Salvador, Honduras, Nicaragua, Costa Rica bis Panama verbreitet.

  - Sektion Trichoptelea C.K.Schneid.:
    - Ulmus crassifolia Nutt.: Sie kommt von den südlichen Vereinigten Staaten bis ins nördliche Mexiko vor.[6]
    - Ulmus serotina Sarg.: Sie gedeiht in Höhenlagen von 0 bis 400 Metern in den USA.[1] Sie blüht im Spätsommer bis Herbst.
    - Felsen-Ulme (Ulmus thomasii Sarg.; Syn.: Ulmus racemosa D.Thomas): Sie gedeiht in Höhenlagen von 30 bis 900 Metern in den USA.[1]

- Untergattung Ulmus:
  - Sektion Microptelea (Spach) Benth. & Hook.f.:
    - Chinesische Ulme (Ulmus parvifolia Jacq., Syn.: Ulmus sieboldii Daveau): Sie ist in Indien, China, Vietnam, im nördlichen Korea und in Japan verbreitet.

  - Sektion Ulmus:
    - Ulmus androssowii Litv.: Sie kommt in China und in Zentralasien vor.[6]
    - Ulmus chenmoui W.C.Cheng: Sie gedeiht nur in Höhenlagen von 100 bis 200 Metern in Anhui nur in Chuxian und in Jiangsu nur in Jurong.[3]
    - Ulmus davidiana Planch.: Die etwa zwei Varietäten sind in China, Japan, Korea, der Mongolei und in Sibirien verbreitet:
      - Ulmus davidiana Planch. var. davidiana
      - Ulmus davidiana var. japonica (Sarg. ex Rehder) Nakai (Syn.: Ulmus campestris var. japonica Sarg. ex Rehder, Ulmus japonica (Sarg. ex Rehder) Sarg., Ulmus propinqua Koidz., Ulmus wilsoniana C.K.Schneid.)

    - Ulmus densa Litv. (Syn.: Ulmus bubyriana Litv. nom. inval.): Sie kommt in Zentralasien vor.[6]
    - Bergulme (Ulmus glabra Huds., Syn.: Ulmus montana With., Ulmus scabra Mill., Ulmus sukaczevii Andronov): Sie ist in Eurasien weitverbreitet.
      - Trauer-Ulme (Ulmus glabra 'Pendula')

    - Ulmus harbinensis S.Q.Nie & G.Q.Huang: Es ist ein Endemit in Mischwäldern nur im chinesischen Harbin in Heilongjiang.
    - Ulmus laciniata (Trautv.) Mayr (Syn.: Ulmus montana var. laciniata Trautv.) Sie ist in China, Korea, in der Mongolei und in Sibirien verbreitet.
    - Ulmus macrocarpa Hance: Sie ist in China, Korea, in der Mongolei und in Sibirien verbreitet.
    - Feldulme (Ulmus minor Mill., Syn.: Ulmus campestris auct., Ulmus campestris var. umbraculifera Trautv., Ulmus carpinifolia Gled., Ulmus carpinifolia var. suberosa (Moench) Rehder, Ulmus carpinifolia var. umbraculifera (Trautv.) Rehder, Ulmus foliacea Gilib., nom. inval., Ulmus foliacea var. suberosa (Moench) Rehder, Ulmus foliacea var. umbraculifera (Trautv.) Rehder, Ulmus glabra var. suberosa (Moench) Gürke, Ulmus nitens Moench, Ulmus suberosa Moench)
    - Sibirische Ulme (Ulmus pumila L.): Sie gedeiht in Höhenlagen von 0 bis 2200 Metern in Ostasien.
    - Rot-Ulme (Ulmus rubra Muhl., Syn.: Ulmus fulva Michx.): Sie gedeiht in Höhenlagen von 0 bis 600, selten bis zu 900 Metern in Nordamerika.[1]
    - Ulmus szechuanica W.P.Fang: Sie kommt in den chinesischen Provinzen Anhui, Jiangsu, Jiangxi, zentrales Sichuan sowie Zhejiang vor.[3]
    - Ulmus elliptica K.Koch: Sie wird als Art nur diskutiert und soll von der Krim und dem Kaukasus stammen. Es ist aber wohl nur eine abweichende Form von Ulmus glabra oder Ulmus rubra. Sie ist wohl unter unterschiedlichen Namen in gärtnerischer Kultur.[7]

  - :Hybriden in dieser Sektion Ulmus sind:
    - Holländische Ulme (Ulmus ×hollandica Mill. = Ulmus minor × Ulmus glabra, Syn.: Ulmus glabra var. vegeta Loudon, Ulmus ×hollandica var. vegeta (Loudon) Rehder, Ulmus × vegeta (Loudon) Ley). Darunter:
      - Goldulme (Ulmus ×hollandica ‘Wredei’)

    - Ulmus ×viminalis Lodd. ex Bean

  - In keine der genannten Sektionen eingeordnete Arten:
    - Ulmus bergmanniana C.K.Schneid.: Die in zwei Varietäten kommen im südöstlichen Tibet und in den chinesischen Provinzen Anhui, Gansu, Henan, Hubei, Hunan, Jiangxi, Shaanxi, Shanxi, Sichuan, Yunnan sowie Zhejiang in Höhenlagen von 1500 bis 2900 Metern vor.[3]
    - Ulmus castaneifolia Hemsl.: Sie gedeiht in Höhenlagen von 500 bis 1600 Metern in den chinesischen Provinzen Anhui, Fujian, Guangdong, Guangxi, Guizhou, Hubei, Hunan, Jiangxi, Sichuan, Yunnan sowie Zhejiang.[3]
    - Ulmus changii W.C.Cheng: Die zwei Varietäten gedeihen in Höhenlagen von 200 bis 1800 Metern in den chinesischen Provinzen Anhui, Fujian, Guangxi, Guizhou, Hubei, Hunan, Jiangsu, Jiangxi, Sichuan, Yunnan sowie Zhejiang.[3]
    - Ulmus chumlia Melville & Heybroek: Die Heimat reicht von Kaschmir ostwärts bis Nepal in Höhenlagen zwischen 1100 und 2000 Metern.
    - Ulmus crassifolia Nutt.: Sie gedeiht in Höhenlagen von 0 bis 500 Metern von den südlichen USA bis ins nördliche Mexiko.[1]
    - Ulmus elongata L.K.Fu & C.S.Ding: Sie gedeiht in immergrünen Lorbeerwäldern in Höhenlagen von 200 bis 900 Metern in den chinesischen Provinzen Anhui, nördliches Fujian, Jiangxi sowie Zhejiang.[3]
    - Ulmus gaussenii W.C.Cheng: Dieser Endemit gedeiht nur an Fließgewässern im Kegelkarstgebirge Langya Shan in der chinesischen Provinz Anhui.[3]
    - Ulmus glaucescens Franch.: Die zwei Varietäten gedeihen in Höhenlagen von 2000 bis 2600 Metern in der Inneren Mongolei und in den chinesischen Provinzen Gansu, Hebei, Henan, Liaoning, Ningxia, östliches Qinghai, Shaanxi, Shandong sowie Shanxi.[3]
    - Ulmus ×intermedia Elowsky: Aus Nebraska.
    - Ulmus ismaelis Todzia & Panero: Aus El Salvador, Honduras und Südwestmexiko.
    - Ulmus lamellosa C.Wang & S.L.Chang: Sie gedeiht nur in Höhenlagen von etwa 1200 Meter in der Inneren Mongolei und in Hebei, Henan sowie Shanxi.[3]
    - Ulmus lanceifolia Roxburgh ex Wallich: Das Verbreitungsgebiet reicht von Bhutan, Indien, Laos, Myanmar, Sikkim, Thailand, China bis Vietnam.
    - Ulmus microcarpa L.K.Fu: Es ist ein Endemit in Lorbeerwäldern in Höhenlagen von etwa 2800 Metern nur in Zayü im südöstlichen Tibet.[3]
    - Ulmus mianzhuensis T.P.Yi & L.Yang: Sie wurde 2006 erstbeschrieben und ist ein Endemit in Höhenlagen von etwa 600 Meter nur in Mianzhu City in Sichuan.
    - Englische Ulme (Ulmus procera; Ulmus minor subsp. minor): Sie ist in Europa heimisch, wird aber in den gemäßigten Gebieten als Zierpflanze verwendet und ist durch Verwilderung vielerorts ein Neophyt.
    - Ulmus prunifolia W.C.Cheng & L.K.Fu: Sie wächst in Höhenlagen von 1000 bis 1500 Meter nur in Chongqing Zhixiashi und im westlichen Hubei.[3]
    - Ulmus pseudopropinqua Wang & Li: Von der wenig bekannten Art kennt man nur das Fundgebiet Harbin Heilongjiang.
    - Ulmus uyematsui Hayata: Es ist ein Endemit der Bergwälder in Höhenlagen von 800 bis 2500 Meter im zentralen Teil der Insel Taiwan.[3]
    - Ulmus villosa Brandis ex Gamble: Sie kommt im nordwestlichen bis westlichen Himalaja vor.
    - Ulmus wallichiana Planch.: Sie gedeiht in Höhenlagen von 2200 bis 3000 Metern von den pakistanischen Provinzen Ziarat und Murree ostwärts bis Nepal.

## Symbolik
Der Ulme wurde in diversen Kontexten symbolische Bedeutung zugeschrieben, ohne dass diese eindeutig festgelegt worden wäre. Neben ihrer Rolle in der Mythologie hat sie teils erheblichen Symbolwert in der politischen Rhetorik, zumal jener der Vereinigten Staaten von Amerika.

### Mythologie
Im Altertum, zum Beispiel im Antiken Griechenland, konnte die Ulme als Symbol des Todes und der Trauer begegnen. So pflanzen in der Ilias (VI.419) Bergnymphen Ulmen rings um das Grab des Eëtion, des Vaters der Andromache. Jenseits davon zählt die Nymphe Ptelea, also Ulme, zu den Hamadryaden, also den Töchtern von Oxylos und seiner Schwester Hamadryas. Das weist auf eine allgemeine Heiligung des Baums hin, die in der Bukolik des Theokrit ihren Niederschlag gefunden hat: „Komm', dort sitzen wir unter den Ulmbaum, gegen Priapos / Ueber und gegen die Nymphen des Quells, wo der Schäfer sich Rasen- / Bänke gemacht in der Eichen Umschattung.“ Die Ulme hat ihren selbstverständlichen Platz in der amönen Landschaft seiner Idyllen.
In der nordischen Mythologie war Embla, also die Ulme, der Baum, aus dem die drei Götter Odin, Hönir und Lodur die erste Frau geformt haben. So heißt es in der Prosa-Edda des Snorri Sturluson: 
„Als die Söhne Borrs am Meeresstrand entlangliefen, fanden sie zwei Baumstämme. Die hoben sie auf und erschufen daraus die Menschen. Der erste gab ihnen Seele und Leben, der zweite Verstand und Bewegungsfähigkeit, der dritte äußere Gestalt, Sprechvermögen, Gehör und die Fähigkeit zu sehen. Sie gaben ihnen Kleider und Namen; der Mann hieß Ask, die Frau Embla, und aus ihnen ging das Menschengeschlecht hervor, dem Midgard zur Heimat gegeben wurde.“

### Politik
Ohne unmittelbaren Bezug zur Mythologie erhielt die Ulme bereits im europäischen Mittelalter politischen Symbolwert: Zumal in Frankreich, aber auch in Norditalien, England und in Teilen Portugals hat sie die Funktion eines Gerichtsbaums. Besondere Berühmtheit erlangte die Ulme von Gisors durch einen diplomatischen Zwischenfall. Schon in der Zeit der Rolloniden hatte sie als Ort der Unterhandlung zwischen französischen Königen und normannischen Herzögen und späteren englischen Königen gedient. Im Zuge der schwelenden Auseinandersetzungen zwischen dem französischen König Philippe II. Auguste und dem englischen König Heinrich II. Plantagenet war es Victor Pattes Histoire de Gisors (1896) zufolge am 1. September 1188 ausgerechnet im Zuge von Friedensverhandlungen zu einem Eklat gekommen: Philippe II. und sein Gefolge hätten sich durch die im Schatten des Baumes bereits auf sie wartenden Engländer verhöhnt gefühlt und daher die Fällung der Ulme in Aussicht gestellt. Nachdem Heinrich II. daraufhin den Baum mit Eisenbändern geschützt habe, soll es zu einem Gefecht gekommen sein, nach dessen Ende die siegreichen Franzosen die Ulme umgehauen hätten unter dem Schwur, dass an dieser Stelle nie wieder eine Unterredung abgehalten werden solle. Ähnlich, aber mit Richard Löwenherz statt dessen Vater auf der normannisch-englischen Seite, schildert die Chronik des Ménéstrel von Reims das Ende des Baums:
Et s’arresterent à l’orme , et esragierent les bandes à force, et couperent l’orme cui que il pesast.

Und sie hielten an der Ulme, und rissen mit Gewalt die Eisenbänder ab, und hackten die Ulme um, wie schwer es ihnen auch fiel.
Als Gedenkbaum hatte man Ulmen bereits während der spätmittelalterlichen Rosenkriege an ehemaligen Schlachtfeldern gesetzt. In ähnlicher Funktion begegnet sie laut Richard H. Richens auch in der frühen Neuzeit im Kontext des Gunpowder Plot sowie 60 Jahre später der Glorious Revolution in England. Als Beispiele dafür nennt der Botanik-Historiker Ulmen-Pflanzungen in den Dörfern Bisham, Kempsey und Gunnerside. Zum Symbol der Revolution wird die Ulme jedoch erst in Nordamerika. So nehmen im Frühjahr 1765 die Proteste gegen das Stempel-Gesetz und die britische Steuerpolitik mit Versammlungen und in-effigie-Erhängungen an einer 1646 gepflanzten Ulme ihren Anfang. Bereits im September desselben Jahres wird der Baum mit einer an den Stamm genagelten Plakette zum „Tree of Liberty“ erklärt. Nach Einschätzung des Landschafts-Architekturhistorikers Thomas J. Campanella wird die Ulme zu einem der weltweit wirkmächtigsten Symbole der Revolution. Diese Verwendung erweist sich als nachhaltig für das Repertoire amerikanischer Gedenk-Politik: Als 1826 der transatlantische Revolutionsheld General Lafayette Boston besucht, wird er an den Ort des mittlerweile gefällten Baums geführt, wo der Richter Thomas Dawes ein selbstverfasstes Lobgedicht auf die Ulme vorträgt. Ebenfalls rückblickend wird eine Ulme auf der Bürgerweide von Cambridge (Massachusetts) zur „Washington Elm“ verklärt. Der Legende nach soll George Washington unter dieser Heerschau gehalten haben, als er am 3. Juli 1775 das Kommando über die Kontinental-Armee übernahm. Die Ulme habe auf diese Weise die Funktion eines nie gebauten Denkmals erfüllt, resümierte der Lokalhistoriker Samuel F. Batchelder 1925 in einem Vortrag vor der Cambridge Historical Society, der die Mystifikation offenlegt. „It was a symbol of Our Country“. Das traf zu diesem Zeitpunkt Campanella zufolge auch für die Ulme als Art zu: Mit rund 25 Millionen gepflanzten Exemplaren um 1937 hätten sie den ausgedehntesten jemals angelegten Stadtwald gebildet. Dank dieser Entwicklung sei die Elm Street zu einem von Amerikas fantasieanregendsten und archetypischsten Orten geworden.